# Venatrix palau
Venatrix palau là một loài nhện trong họ Lycosidae.
Loài này thuộc chi Venatrix. Venatrix palau được Volker W. Framenau miêu tả năm 2006.